# Hierodula stigmata
Hierodula stigmata är en bönsyrseart som beskrevs av Brunner v.W. 1898. Hierodula stigmata ingår i släktet Hierodula och familjen Mantidae. Inga underarter finns listade i Catalogue of Life.